# Maria Encarnación Rosal
Maria Encarnación Rosal znana jako (esp.) Encarnación Rosal del Corazón de Jesús (ur. 26 października 1820 w Quetzaltenango, zm. 24 sierpnia 1886 w Tulcán) – błogosławiona Kościoła katolickiego, pierwsza beatyfikowana Gwatemalka.
Pochodziła z rodziny o silnie zakorzenionych tradycjach katolickich. W wieku 15 lat wstąpiła do zgromadzenia betlejemek Piotra od św. Józefa de Betancur, a w 1840 roku złożyła śluby czystości. Po przyjeździe do Kostaryki, w 1877 roku założyła pierwszą szkołę, zaś w 1886 roku sierociniec. Zmarła w wyniku upadku z konia.
Mimo upływu czasu jej ciało pozostające w nienaruszonym stanie i opinia świętości doprowadziły do wszczęcia procesu beatyfikacyjnego, zakończonego beatyfikacją, której dokonał papież Jan Paweł II 4 maja 1997.